# Henry Percy
Henry Percy, I Conde de Northumberland, IV Barón Percy, Rey titular de Mann, KG, Señor Mariscal (10 de noviembre de 1341-20 de febrero de 1408) fue un noble inglés hijo de Henry de Percy, III Barón de Percy, y descendiente de Enrique III de Inglaterra. Su madre fue María de Lancaster, hija de Enrique de Lancaster, hijo de Edmundo, Conde de Leicester y Lancaster, que era el hijo de Enrique III.

## Biografía
Henry Percy fue originalmente partidario de Eduardo III de Inglaterra, para quien ocupó altos cargos en la administración de Inglaterra septentrional. Aún muy joven fue nombrado Lord Guardián de las Marcas de Escocia en el año 1362, con autoridad para negociar con el gobierno escocés. En febrero de 1367 fue encargado de la supervisión de todos los castillos y plazas fortificadas en las marcas escocesas. Tras la coronación de Ricardo II de Inglaterra, fue creado conde de Northumberland y fue durante un tiempo Mariscal de Inglaterra. Después de que Ricardo II concediera a su rival Ralph Neville el título de conde de Westmorland en 1397, Percy apoyó la rebelión de Enrique Bolingbroke, que llegaría a ser rey con el nombre de Enrique IV de Inglaterra.
A la coronación de Enrique IV, Percy fue nombrado Condestable de Inglaterra y recibió el señorío de la Isla de Man. El rey encargó a Percy y a su hijo Henry (conocido como Hotspur, "espuela caliente") sofocar la rebelión de Owain Glyndŵr, pero sus intentos de hacer la paz con los rebeldes galeses no contaron con la aprobación real.

## La rebelión
En 1403, los Percys se rebelaron contra Enrique IV en favor de Edmund Mortimer, Conde de la Marca y, pasaron a conspirar con Owain Glyndŵr contra el rey. Las tres partes firmaron un Acuerdo Tripartito por el que dividían Inglaterra entre ellos. Glyndŵr recibiría Gales, y una parte sustancial del oeste de Inglaterra, a Percy le correspondería el norte de Inglaterra, así como en Northamptonshire, Norfolk, Warwickshire, y Leicestershire y los Mortimer obtendrían el resto del sur de Inglaterra, más allá del río Trent.
Los rebeldes fueron derrotados en Shrewsbury, donde perdió la vida el hijo de Percy. Como el conde no participó en la rebelión de forma directa, no fue condenado por traición, aunque perdió el cargo de condestable. En 1405 Percy apoyó a Richard le Scrope, Arzobispo de York, en otra rebelión, tras la que Percy huyó a Escocia, y sus propiedades fueron confiscadas por el rey.
En 1408 Percy invadió Inglaterra en rebelión una vez más, muriendo en la Batalla de Bramham Moor. Su cabeza fue enviada a Londres y exhibida en el Puente de Londres.

## Matrimonios
1. En 1358, se casó con Margaret Neville (12 de febrero de 1339 - 12 de mayo de 1372), hija de Ralph Neville,  2º Baron Neville de Raby y Alicia de Audley, viuda del III barón de Ros. Tuvieron cuatro hijos: Harry Percy, Thomas, Ralph y Alan, y una hija, Margaret.

Armas parlantes del castillo de Lucy de Cockermouth: en campo de Gules, tres lucios de plata

2. En 1381, se casó con Lucy Maud (1343 -.18 Dic 1398), hija de Sir Thomas de Lucy (2º Señor de Lucy) y Margaret de Multon, y por lo tanto hermana y heredera de Anthony Lucy, Barón de Lucía (d.1366) del Castillo de Cockermouth, Cumbria, cuyas propiedades heredó a condición de que él y sus herederos varones deberían llevar la armas de los Lucy (en campo de Gules, tres lucios de plata) junto a las suyas propias. Ellos no tuvieron hijos.

## En la literatura y en los medios de comunicación
Northumberland es un personaje principal en la obra de William Shakespeare Ricardo II, Enrique IV, parte 1, y Enrique IV, parte 2.
Su posición como un personaje en el canon de Shakespeare inspiró el personaje de Lord Percy Percy, el Duque de Northumberland en la comedia de situación The Black Adder, ambientada al final de la Era Plantagenet.
La novela El león de Alnwick, de Carol Wensby Scott es el primer volumen una trilogía sobre los Percy que reescribe la historia de la "salvaje y brillante familia Percy", y presenta un relato novelado de las vidas del conde de Northumberland y su hijo Henry. Las otras novelas de la trilogía, El león durmiente y El león Invencible cuentan la historia de sus otros descendientes y de su papel en la Guerra de las Dos Rosas.
Henry Percy y su hijo también son personajes esenciales en la novela, Un Sangriento Campo de Shrewsbury de Edith Pargeter que narra los acontecimientos que condujeron a la batalla de Shrewsbury, en 1403.
Él es un personaje importante en Mi Señor John de Georgette Heyer.
El Castillo de Alnwick, el hogar tradicional de la familia Percy, fue mostrado en las películas de Harry Potter como la ubicación de Hogwarts.

## Ascendencia
|  |                                                  |  |  |  |  |  |  |  |  |  |  |  |  |  |  |  |
|  | 16. Sir Henry de Percy                           |  |  |  |  |  |  |  |  |  |  |  |  |  |  |  |
|  |                                                  |  |  |  |  |  |  |  |  |  |  |  |  |  |  |  |
|  |                                                  |  |  |  |  |  |  |  |  |  |  |  |  |  |  |  |
|  | 8. Henry de Percy, I Baron Percy                 |  |  |  |  |  |  |  |  |  |  |  |  |  |  |  |
|  |                                                  |  |  |  |  |  |  |  |  |  |  |  |  |  |  |  |
|  |                                                  |  |  |  |  |  |  |  |  |  |  |  |  |  |  |  |
|  | 17. Eleanor de Warenne                           |  |  |  |  |  |  |  |  |  |  |  |  |  |  |  |
|  |                                                  |  |  |  |  |  |  |  |  |  |  |  |  |  |  |  |
|  |                                                  |  |  |  |  |  |  |  |  |  |  |  |  |  |  |  |
|  | 4. Sir Henry de Percy, II Baron Percy            |  |  |  |  |  |  |  |  |  |  |  |  |  |  |  |
|  |                                                  |  |  |  |  |  |  |  |  |  |  |  |  |  |  |  |
|  |                                                  |  |  |  |  |  |  |  |  |  |  |  |  |  |  |  |
|  | 18. Richard FitzAlan, VIII conde de Arundel      |  |  |  |  |  |  |  |  |  |  |  |  |  |  |  |
|  |                                                  |  |  |  |  |  |  |  |  |  |  |  |  |  |  |  |
|  |                                                  |  |  |  |  |  |  |  |  |  |  |  |  |  |  |  |
|  | 9. Eleanor FitzAlan                              |  |  |  |  |  |  |  |  |  |  |  |  |  |  |  |
|  |                                                  |  |  |  |  |  |  |  |  |  |  |  |  |  |  |  |
|  |                                                  |  |  |  |  |  |  |  |  |  |  |  |  |  |  |  |
|  | 19. Alicia de Saluzzo                            |  |  |  |  |  |  |  |  |  |  |  |  |  |  |  |
|  |                                                  |  |  |  |  |  |  |  |  |  |  |  |  |  |  |  |
|  |                                                  |  |  |  |  |  |  |  |  |  |  |  |  |  |  |  |
|  | 2. Henry de Percy, III Baron Percy               |  |  |  |  |  |  |  |  |  |  |  |  |  |  |  |
|  |                                                  |  |  |  |  |  |  |  |  |  |  |  |  |  |  |  |
|  |                                                  |  |  |  |  |  |  |  |  |  |  |  |  |  |  |  |
|  | 20. Roger de Clifford                            |  |  |  |  |  |  |  |  |  |  |  |  |  |  |  |
|  |                                                  |  |  |  |  |  |  |  |  |  |  |  |  |  |  |  |
|  |                                                  |  |  |  |  |  |  |  |  |  |  |  |  |  |  |  |
|  | 10. Robert de Clifford, primer Barón de Clifford |  |  |  |  |  |  |  |  |  |  |  |  |  |  |  |
|  |                                                  |  |  |  |  |  |  |  |  |  |  |  |  |  |  |  |
|  |                                                  |  |  |  |  |  |  |  |  |  |  |  |  |  |  |  |
|  | 21. Isabel de Vipont                             |  |  |  |  |  |  |  |  |  |  |  |  |  |  |  |
|  |                                                  |  |  |  |  |  |  |  |  |  |  |  |  |  |  |  |
|  |                                                  |  |  |  |  |  |  |  |  |  |  |  |  |  |  |  |
|  | 5. Idoine de Clifford                            |  |  |  |  |  |  |  |  |  |  |  |  |  |  |  |
|  |                                                  |  |  |  |  |  |  |  |  |  |  |  |  |  |  |  |
|  |                                                  |  |  |  |  |  |  |  |  |  |  |  |  |  |  |  |
|  | 22. Thomas de Clare, señor de Thomond            |  |  |  |  |  |  |  |  |  |  |  |  |  |  |  |
|  |                                                  |  |  |  |  |  |  |  |  |  |  |  |  |  |  |  |
|  |                                                  |  |  |  |  |  |  |  |  |  |  |  |  |  |  |  |
|  | 11. Maud de Clare                                |  |  |  |  |  |  |  |  |  |  |  |  |  |  |  |
|  |                                                  |  |  |  |  |  |  |  |  |  |  |  |  |  |  |  |
|  |                                                  |  |  |  |  |  |  |  |  |  |  |  |  |  |  |  |
|  | 23. Juliana FitzGerald, Señora de Thomond        |  |  |  |  |  |  |  |  |  |  |  |  |  |  |  |
|  |                                                  |  |  |  |  |  |  |  |  |  |  |  |  |  |  |  |
|  |                                                  |  |  |  |  |  |  |  |  |  |  |  |  |  |  |  |
|  | 1. Henry Percy, I Conde de Northumberland        |  |  |  |  |  |  |  |  |  |  |  |  |  |  |  |
|  |                                                  |  |  |  |  |  |  |  |  |  |  |  |  |  |  |  |
|  |                                                  |  |  |  |  |  |  |  |  |  |  |  |  |  |  |  |
|  | 24. Enrique III de Inglaterra                    |  |  |  |  |  |  |  |  |  |  |  |  |  |  |  |
|  |                                                  |  |  |  |  |  |  |  |  |  |  |  |  |  |  |  |
|  |                                                  |  |  |  |  |  |  |  |  |  |  |  |  |  |  |  |
|  | 12. Edmund Crouchback, Conde de Lancaster        |  |  |  |  |  |  |  |  |  |  |  |  |  |  |  |
|  |                                                  |  |  |  |  |  |  |  |  |  |  |  |  |  |  |  |
|  |                                                  |  |  |  |  |  |  |  |  |  |  |  |  |  |  |  |
|  | 25. Leonor de Provenza                           |  |  |  |  |  |  |  |  |  |  |  |  |  |  |  |
|  |                                                  |  |  |  |  |  |  |  |  |  |  |  |  |  |  |  |
|  |                                                  |  |  |  |  |  |  |  |  |  |  |  |  |  |  |  |
|  | 6. Enrique de Lancaster                          |  |  |  |  |  |  |  |  |  |  |  |  |  |  |  |
|  |                                                  |  |  |  |  |  |  |  |  |  |  |  |  |  |  |  |
|  |                                                  |  |  |  |  |  |  |  |  |  |  |  |  |  |  |  |
|  | 26. Roberto I de Artois                          |  |  |  |  |  |  |  |  |  |  |  |  |  |  |  |
|  |                                                  |  |  |  |  |  |  |  |  |  |  |  |  |  |  |  |
|  |                                                  |  |  |  |  |  |  |  |  |  |  |  |  |  |  |  |
|  | 13. Blanca de Artois                             |  |  |  |  |  |  |  |  |  |  |  |  |  |  |  |
|  |                                                  |  |  |  |  |  |  |  |  |  |  |  |  |  |  |  |
|  |                                                  |  |  |  |  |  |  |  |  |  |  |  |  |  |  |  |
|  | 27. Matilda de Brabant                           |  |  |  |  |  |  |  |  |  |  |  |  |  |  |  |
|  |                                                  |  |  |  |  |  |  |  |  |  |  |  |  |  |  |  |
|  |                                                  |  |  |  |  |  |  |  |  |  |  |  |  |  |  |  |
|  | 3. Maria de Lancaster                            |  |  |  |  |  |  |  |  |  |  |  |  |  |  |  |
|  |                                                  |  |  |  |  |  |  |  |  |  |  |  |  |  |  |  |
|  |                                                  |  |  |  |  |  |  |  |  |  |  |  |  |  |  |  |
|  | 28. Patrick de Chaworth                          |  |  |  |  |  |  |  |  |  |  |  |  |  |  |  |
|  |                                                  |  |  |  |  |  |  |  |  |  |  |  |  |  |  |  |
|  |                                                  |  |  |  |  |  |  |  |  |  |  |  |  |  |  |  |
|  | 14. Sir Patrick de Chaworth, Lord de Kidwelly    |  |  |  |  |  |  |  |  |  |  |  |  |  |  |  |
|  |                                                  |  |  |  |  |  |  |  |  |  |  |  |  |  |  |  |
|  |                                                  |  |  |  |  |  |  |  |  |  |  |  |  |  |  |  |
|  | 29. Hawise de London                             |  |  |  |  |  |  |  |  |  |  |  |  |  |  |  |
|  |                                                  |  |  |  |  |  |  |  |  |  |  |  |  |  |  |  |
|  |                                                  |  |  |  |  |  |  |  |  |  |  |  |  |  |  |  |
|  | 7. Maud Chaworth                                 |  |  |  |  |  |  |  |  |  |  |  |  |  |  |  |
|  |                                                  |  |  |  |  |  |  |  |  |  |  |  |  |  |  |  |
|  |                                                  |  |  |  |  |  |  |  |  |  |  |  |  |  |  |  |
|  | 30. William de Beauchamp, IX conde de Warwick    |  |  |  |  |  |  |  |  |  |  |  |  |  |  |  |
|  |                                                  |  |  |  |  |  |  |  |  |  |  |  |  |  |  |  |
|  |                                                  |  |  |  |  |  |  |  |  |  |  |  |  |  |  |  |
|  | 15. Isabella de Beauchamp                        |  |  |  |  |  |  |  |  |  |  |  |  |  |  |  |
|  |                                                  |  |  |  |  |  |  |  |  |  |  |  |  |  |  |  |
|  |                                                  |  |  |  |  |  |  |  |  |  |  |  |  |  |  |  |
|  | 31. Maud FitzJohn                                |  |  |  |  |  |  |  |  |  |  |  |  |  |  |  |
|  |                                                  |  |  |  |  |  |  |  |  |  |  |  |  |  |  |  |
|  |                                                  |  |  |  |  |  |  |  |  |  |  |  |  |  |  |  |

## Leer más
- Towson, Kris Henry Percy, primer conde de Northumberland: la ambición, el conflicto y la cooperación a finales de Inglaterra medieval de St Andrews Tesis de Doctorado, 2005.
- De la rosa, Alejandro Reyes en el Norte – La Casa de Percy en la Historia Británica. Phoenix/Orion Books Ltd, 2002, ISBN 1-84212-485-4 (722 páginas rústica)

- Datos: Q1398378
- Multimedia: Henry Percy, 1st Earl of Northumberland / Q1398378